# Cameron Lewis
Cameron Lewis es un deportista estadounidense que compitió en vela en la clase Finn. Ganó dos medallas de oro en el Campeonato Mundial de Finn, en los años 1979 y 1980.

## Palmarés internacional
| Campeonato Mundial | Campeonato Mundial       | Campeonato Mundial | Campeonato Mundial |
| Año                | Lugar                    | Medalla            | Clase              |
| ------------------ | ------------------------ | ------------------ | ------------------ |
| 1979               | Weymouth (Reino Unido)   | Medalla de oro     | Finn               |
| 1980               | Auckland (Nueva Zelanda) | Medalla de oro     | Finn               |